# Allium hypsistum
Allium hypsistum, conocida en su lugar de origen como Jimbu, es una especie de planta bulbosa muy utilizada en algunas regiones de Nepal.  La hierba, que tiene un sabor entre cebolla y cebollino, es habitualmente utilizada seca. Se emplea comúnmente para dar sabor a las lentejas.  Las hojas secas se fríen en mantequilla de búfalo para aumentar su sabor.

## Usos
En un estudio de 2006:
- 95% de los hogares en la región del Alto Mustang de Nepal usa el jimbu  en la cocina, sobre todo en los currys.
- 38% de los hogares utiliza jimbu como medicina (en su mayoría como un tratamiento que ayuda a combatir la gripe).
- 52% de los hogares reconoce haber estado implicado en la extracción de jimbu (y este porcentaje varía enormemente según el tamaño del hogar, con mucho más jimbu recogido en los hogares con  5-6 personas.

## Taxonomía
Allium hypsistum fue descrita por  William Thomas Stearn y publicado en Bulletin of the British Museum (Natural History), Botany 2: 188, en el año 1960.
Etimología
Allium: nombre genérico muy antiguo. Las plantas de este género eran conocidos tanto por los romanos como por los griegos. Sin embargo, parece que el término tiene un origen celta y significa "quemar", en referencia al fuerte olor acre de la planta. Uno de los primeros en utilizar este nombre para fines botánicos fue el naturalista francés Joseph Pitton de Tournefort (1656-1708).
hypsistum: epíteto